# Квічаль енганський
Квіча́ль енганський (Geokichla leucolaema) — вид горобцеподібних птахів родини дроздових (Turdidae). Ендемік Індонезії. Раніше вважався підвидом рудоголового квічаля.

## Опис
Довжина птаха становить 15-18,5 см. Верхня частина голови і верхня частина тіла рудувато-коричневі, на крилах дві широкі білі смуги. Підборіддя і горло білі, груди чорнуваті, решта нижньої частини тіла біла, боки коричнюваті, поцятковані темними плямками. Обличчя має чорнуватий відтінок, на горлі з боків чорні плями. Дзьоб чорний, лапи тілесного кольору.

## Поширення і екологія
Енганські квічалі є ендеміками острова Енгано (на південному заході від Суматри). Вони живуть у вологих рівнинних тропічних лісах. Зустрічаються на висоті до 280 м над рівнем моря.

## Збереження
МСОП класифікує стан збереження цього виду як близький до загрозливого. За оцінками дослідників, популяція енганських квічалів становить від 15 до 30 тисяч птахів. Їм загрожує знищення природного середовища.